# Šozo Cugitani
Šozo Cugitani (japonsko 継谷 昌三), japonski nogometaš, * 25. junij 1940, Hjogo, Japonska, † 2. junij 1978.
Za japonsko nogometno reprezentanco je odigral 12 uradnih tekem.